# إتش إي سي مونتريال
إتش إي سي مونتريال (سابقا مدرسة الدراسات التجارية في مونتريال)، هي جامعة عامة في كندا، تأسست عام 1907. تقع في مدينة مونتريال.

## إحصائيات
يبلغ عدد طلاب الجامعة 13,046 طالب، منهم 3,222 طالب دراسات عليا.

## وصلات خارجية
- الموقع الرسمي